# Jan Fießer
Jan Fießer (* 2. Januar 1987 in Heidelberg) ist ein früherer deutscher Fußballspieler und heutiger -Trainer. Er arbeitet seit Juli 2024 als Co-Trainer bei Eintracht Frankfurt.

## Karriere
In der Jugend spielte Fießer für die SpVgg Baiertal und den VfB Wiesloch, bevor er zunächst in die Jugendabteilung des SV Waldhof Mannheim und dann zu Eintracht Frankfurt wechselte, wo er es Anfang 2006 zu zwei Einsätzen in der deutschen U-19-Nationalmannschaft brachte. Im Sommer 2006 begann er seine Karriere im Seniorenbereich beim KSV Hessen Kassel in der Regionalliga Süd. Dort hatte er sofort einen Stammplatz inne und lief in zwei Jahren insgesamt 61-mal für die Hessen auf, wobei er drei Treffer erzielte.
Nachdem er 2008 mit seinem Verein die Qualifikation für die neu geschaffene 3. Liga verpasst hatte, wechselte er zu Beginn der Saison 2008/09 zum Drittligisten SV Sandhausen. Hier musste er sich zunächst mit einem Bankplatz begnügen, spielte sich aber im Lauf der Spielzeit fest ins Team. So kam er in seinem ersten Profijahr auf insgesamt 20 Einsätze und zwei Tore. In der folgenden Saison war er bereits von Anfang an eine feste Größe in der Mannschaft, verpasste aber die letzten Spiele auf Grund eines Schlüsselbeinbruchs, sodass er seine Statistik nur leicht auf 24 Partien steigern konnte. Dabei traf er ebenfalls zweimal. Am Ende der Runde lief sein Vertrag aus, sodass er zur Saison 2010/11 ablösefrei zum SV Wehen Wiesbaden wechseln konnte, wo er für zwei Jahre unterschrieb. Zum Ende der Saison 2010/11 löste Fießer seinen Vertrag mit dem SVW in beiderseitigem Einvernehmen wieder auf und wechselte zurück zum SV Sandhausen, wo er einen Zweijahresvertrag unterschrieb. Bei den Kurpfälzern spielte er sich schnell wieder in die Stammformation und am Ende der Saison erreichte er mit dem Team die Meisterschaft und den Aufstieg in die 2. Bundesliga. Nach dem Abstieg der Sandhäusener am Ende der Saison 2012/13 wechselte er ablösefrei mit einer Vertragslaufzeit bis Juni 2015 zum Zweitligaaufsteiger Arminia Bielefeld. Von 2014 bis 2016 war er für den 1. FC Saarbrücken aktiv und wechselte in der Sommerpause 2016 zur zweiten Mannschaft des FC Schalke 04. Nach einer Saison verließ er den FC Schalke 04 wieder und wechselte zu Rot-Weiss Frankfurt, wo er seine aktive Karriere zum Jahresende 2017 beendete.

## Trainerkarriere
Nach Anfängen in der Jugendabteilung von Eintracht Frankfurt wurde Fießer zur Saison 2020/21 Co-Trainer von Thomas Letsch bei Vitesse Arnheim. Gemeinsam mit Letsch wechselte er im September 2022 zum VfL Bochum. Dort wurde er gemeinsam mit den Cheftrainer im April 2024 entlassen.
Anfang Juli 2024 wurde Fießer als Co-Trainer von Eintracht Frankfurt vorgestellt, wo er unter dem Cheftrainer Dino Toppmöller tätig ist.

## Erfolge
- Aufstieg in die 2. Bundesliga mit dem SV Sandhausen 2012